# Вік Землі

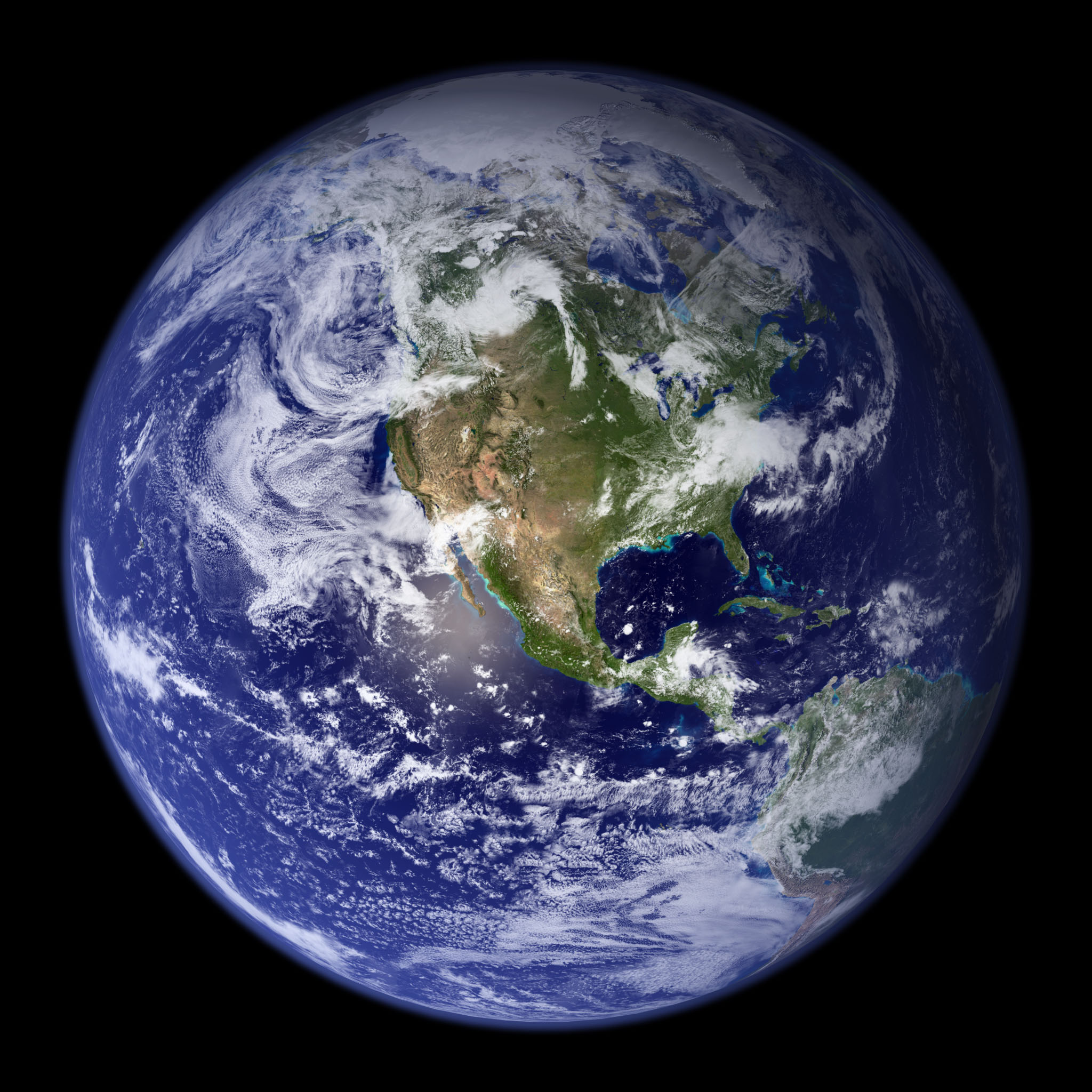
Вигляд Землі з космосу

Вік Землі — час, який минув з моменту утворення Землі як самостійної планети.

## Загальна характеристика
Вік Землі становить 4,60 ± 0,05 млрд років (4,60 × 109 років ±1 %). Ці дані базуються на радіоізотопному датуванні не тільки земних зразків, а й метеоритної речовини. Вони отримані насамперед за допомогою свинець-свинцевого методу, розробленого Клером Паттерсоном. Ця цифра відповідає віку найстаріших земних і місячних зразків і майже не змінювалася з 1956 року.
Після наукової революції і розвитку методів радіоізотопного датування виявилося, що багато зразків мінералів мають вік більше мільярда років. Найстарші зі знайдених на цей час — дрібні кристали циркону з Джек Гіллз у Західній Австралії — їх вік не менше 4,404 млрд років. На основі порівняння маси й світності Сонця та інших зір був зроблений висновок, що Сонячна система не може бути набагато старшою, ніж ці кристали. Конкреції, багаті кальцієм і алюмінієм, що зустрічаються в метеоритах, — найстаріші відомі зразки, які сформувалися в межах Сонячної системи: їх вік дорівнює 4,568 млрд років, що дає можливість встановити вік Сонячної системи і верхню межу віку Землі. Існує гіпотеза, що акреція Землі почалася незабаром після утворення кальцій-алюмінієвих конкрецій і метеоритів. Оскільки точний час акреції Землі невідомий, а різні моделі дають від декількох мільйонів до 100 мільйонів років, визначити точний вік Землі важко. Крім того, важко визначити точний вік найстаріших порід, що виходять на поверхню Землі, оскільки вони складені з мінералів різного віку.

## Розвиток сучасних геологічних концепцій
Вивчення геологічних пластів — нашарування твердих порід і землі — навели природознавців на думку, що Земля могла пережити багато етапів змін за свою історію існування. Ці шари часто містять скам'янілі рештки невідомих істот, що дає змогу дослідити розвиток живих організмів шар за шаром.
Ніколас Стено був першим природознавцем у XVII столітті, який помітив зв'язок між скам'янілими рештками і різними геологічними пластами. Його спостереження дали йому змогу сформулювати важливі поняття з області стратиграфії, а саме «Принцип суперпозиції (Стенона)» і «Принцип початкової горизонтальності». У 1790-х роках Вільям Сміт висунув гіпотезу, що якщо два шари каміння у різних віддалених місцях мають схожі скам'янілості, то дуже імовірно, вони одного віку. Його племінник і студент Джон Філліпс пізніше за цим методом розрахував, що вік Землі становить близько 96 мільйонів років.
У середині XVIII століття природознавець Михайло Ломоносов висунув припущення, що Земля була утворена окремо і на декілька сотень тисяч років раніше, ніж решта всесвіту. Здебільшого ідеї Ломоносова були спекулятивні.
У 1779 році Жорж-Луї де Бюффон здійснив спробу розрахувати вік Землі за допомогою експерименту: Він створив невелику кулю, що нагадувала Землю за своїм складом, і виміряв швидкість її охолодження. У результаті це дало йому оцінку, що вік Землі становить приблизно 75 000 років.
Інші природознавці також використали ці гіпотези, для вибудовування історії Землі, хоч їхні часові періоди часто були не точними і вони не знали як довго могло тривати нашаровування стратиграфічних пластів. У 1830 році геолог Чарльз Лаєлл, розвиваючи ідеї, що були представлені у роботах Джеймса Гаттона, популяризував ідею про те, що структури Землі підлягали постійній зміні й переживали постійні процеси ерозії та реформування, і що швидкість цих змін була приблизно постійною. Це було викликом традиційному уявленню про те, що в історії Землі основну роль відігравали раптові короткочасні катастрофи.